# Wohnhaus Lange Wieren 12
Das Wohnhaus Lange Wieren 12 befindet sich in Bremen-Mitte im Schnoorviertel, Lange Wieren 12 / Franziskanerstraße. Das Gebäude entstand 1770 und es steht seit 1973 unter Bremer Denkmalschutz.

## Geschichte
Die ursprüngliche Bevölkerung des Schnoors bestand überwiegend aus Flussfischern und Schiffern. In der Epoche des Klassizismus und des Historismus entstanden von um 1800 bis 1890 die meisten oft kleinen Gebäude. Im weiteren Verlauf wurde es zum Arme-Leute-Viertel, das in weiten Bereichen verfiel – vor allem nach dem Zweiten Weltkrieg. 1959 wurde von der Stadt ein Ortsstatut zum Schutz der erhaltenswerten Bausubstanz beschlossen. Die Häuser wurden dokumentiert und viele seit den 1970er Jahren unter Denkmalschutz gestellt. Ab den 1960er Jahren fanden mit Unterstützung der Stadt Sanierungen, Lückenschließungen und Umbauten im Schnoor statt.
Das zweigeschossige, geputzte, traufständige Haus mit einem Satteldach, Fachwerk im Obergeschoss und einer Sandsteinrahmung der Haustür wurde um 1770 in der Epoche des Barocks neben dem Haus Nr. 13 von 1630, heute Gasthof zum Kaiser Friedrich, gebaut. In einer nicht erhaltenen Inschrift über dem Eingang stand: „Milchtrinkstube • Anno 1770“. Im 19. Jahrhundert fand eine Erweiterung des Hauses statt. Die Bebauung führte nun zweigeschossig direkt bis zur Kirche St. Johann. 1860 wohnte hier u. a. ein Kimkermeister (= Küfer) und 1904 war hier die Korb- und Bürstenwarenhandlung Friehe. Die Schnoorkrämerei war seit längerer Zeit in dem Haus und die Inschrift Schiffsproviant verweist auf die Zeit, als im 17. bis 19. Jahrhundert noch die Binnenschiffer an dem nahen Hafen Schlachte sich hier wie auch im Schifferhaus versorgen konnten. 
1977 fand eine vom Landesdenkmalamt unterstützte, aufwändige Sanierung des Hauses statt. Eine unter einer Verschalung befindliche Deckenmalerei aus der Mitte des 18. Jahrhunderts auf vier Holzbalken und den Dielen von drei Deckenfeldern des Erdgeschosses wurde dabei freigelegt und restauriert. Die Malerei zeigt grünes Bandelwerk (Ornamente) mit schwarz geränderten Laubwerk, ockerfarbigen Blüten mit englischroten Elementen. Ein Vogel wurde im Laub dargestellt. In der Garage konnte auch eine Decke (um 1870) freigelegt und gesichert werden.
Der Architekt und Bremer Senatsdirektor Eberhard Kulenkampff wohnte bis 2021 in der Lange Wieren 12. Gegenwärtig wird das Haus vom Café Lagom unter der Leitung der Gastronomin Marie Pischner sowie zum Wohnen genutzt (Stand: 2025).
Das niederdeutsche Wort Wieren bedeut Draht. Der Name Lange Wieren, früher auch Langewieren, steht wohl für eine längere, sehr schmale Straße. Der Name Schnoor (Snoor) bedeutet Schnur und stammt aus der im Schiffshandwerk üblichen Herstellung von Seilen und Taue (= Schnur).